# Kampanjhatt

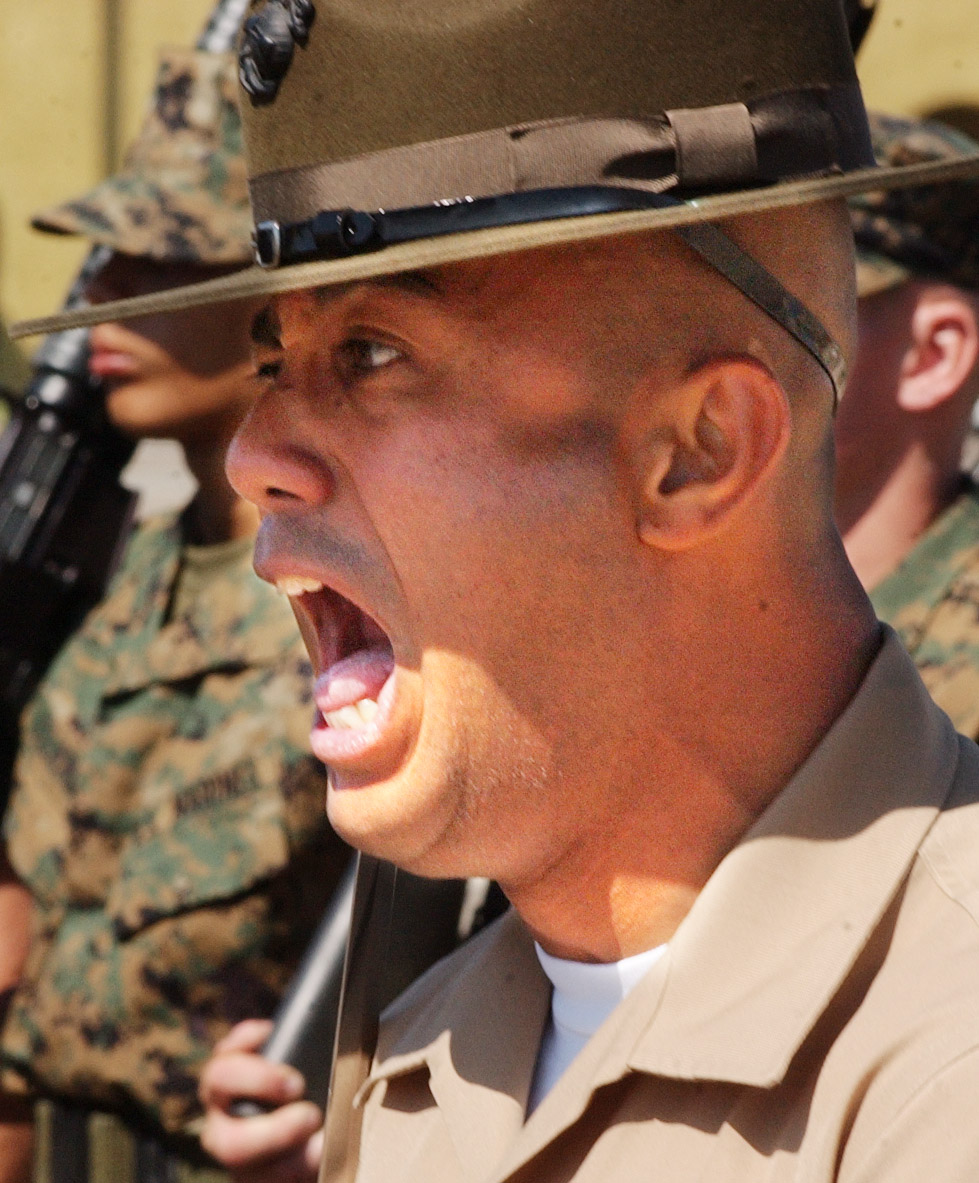
En USMC exercisinstruktör iförd en kampanjhatt

En kampanjhatt är en bredbrättad filthatt med en hög krona sammanypt i de fyra hörnen. Den associeras oftast med USA:s marktrupper under första världskriget, nuvarande exercisinstruktörer (så kallade Drill Sergeants) inom den amerikanska armén, statspoliskårer i USA, parkvakter, scouting, Kanadas ridande polis, Nya Zeelands armé med flera. 